# Wim Kleiman
Dit overzicht is mogelijk incompleet; u kunt helpen door het uit te breiden.
Wim Kleiman (Almelo, 19 maart 1993) is een Nederlands wielrenner die anno 2018 rijdt voor Monkey Town Continental Team.

## Carrière
In 2018 won Kleiman, in dienst van Monkey Town Continental Team, de tweede etappe in de Ronde van Antalya. Door zijn overwinning nam hij de leiderstrui over van Matteo Moschetti, die een dag eerder de openingsetappe had gewonnen. Zijn leidende positie raakte hij een dag later weer kwijt aan Artjom Ovetsjkin.

## Overwinningen
2017
Ronde van de Achterhoek
2018
2e etappe Ronde van Antalya

## Ploegen
- 2018 –  Monkey Town Continental Team

Bakker · van Breda · Buskermolen · de Jonge · Kleiman · Looij · van Luijk · Markus · Ockeloen · Pluto · van Rhee · Santoro · Schulting · Slik · van der Veekens · Zanotti